# Al-Harith ibn Hisham
Al-Ḥārith ibn Hishām ibn al-Mughīra ibn ʿAbd Allāh (mort en 634, 636 ou 639) est compagnon du Prophète de l'islam Mahomet, noble du clan des Banû-Makhzoum, ayant participé à la conquête musulmane du Levant.

## Biographie
Al-Harith est le fils de Hisham ibn al-Mughirah (en), un qoreychite notable de la période pré-islamique appartenant au clan des Banû-Makhzoum à La Mecque. Il est le frère d'Abu Jahl, le chef de l'opposition mecquoise au prophète de l'islam Mahomet jusqu'à sa mort à la bataille de Badr en 624. Al-Harith combat lui aussi les musulmans à Badr puis à la bataille de Uhud près de Médine en 627. Il se convertit finalement à l'islam lors de la conquête de la Mecque par Mahomet en 629/30. Il combat ensuite dans l'armée musulmane contre les Arabes polythéistes à la bataille de Hunayn en 630, lui permettant d'obtenir une part du butin.
Al-Harith participe à la conquête musulmane du Levant, combattant successivement en 634 dans les batailles d'Ajnadayn en Palestine et de Fahl en Transjordanie. Il sert sous les ordres de son cousin paternel Khalid ibn al-Walid à la bataille du Yarmouk en 636. En 637, le calife Omar lui donne une solde inférieure à celle des autres membres de l'armée en raison de sa conversion relativement tardive à l'islam. Mécontent, il s'établit définitivement en Syrie avec soixante-dix membres de sa famille.
Les récits des sources traditionnelles islamiques ne s'accordent pas sur la date et la cause de sa mort : plusieurs sources rapportent qu'ils meurt à la bataille d'Ajnadayn en 634 ou du Yarmouk en 636, alors que d'autres affirment qu'ils meurt de la peste d'Emmaüs en 639,,. Dans tous les cas, à cette dernière date, toute sa famille, excepté deux ou quatre membres, est morte en Syrie, soit au cours de batailles, soit de la peste.

## Famille
L'un des quelques fils survivants d'al-Harith, Abd al-Rahman, est ramené à Médine par le calife Omar, dont l'une des épouses est la fille d'al-Harith, Oumm Hakim (en), et est récompensé par une attribution de terres. Il devient le père d'une famille influente des Makhzoum à Médine, ayant treize ou quatorze fils et dix-huit filles. La famille forge des liens matrimoniaux avec d'autres familles au sein des Makhzoum, ainsi qu'avec les Omeyyades et les Zubayrides, tous deux prétendants qoreychites pour le contrôle du califat pendant la première et la deuxième guerre civile musulmane.